# Пьер I де Дрё
Пьер I де Дрё (фр. Pierre Ier de Dreux; 1298 — 3 ноября 1345) — граф Дрё с 1331 года, сеньор Монпансье, Эгперса, Эрмана, Шато-дю-Луара, Сен-Валери, Гамаша, О, Доммара, Бернавилля и Сен-Мориса.
Сын Жана II де Дрё и Жанны де Божё.

## Биография
Участвовал в войне Филиппа V с фламандцами и в битве при Касселе (1328 год).
В 1331 году наследовал отцу, оба старших сына которого к тому времени уже умерли.

## Семья
В 1341 году женился на Изабо де Мелен, даме де Худен (ум. 1389), дочери Жана I, виконта де Мелен, и Изабеллы, дамы Антуэна, Эпинуа, и др. Дочь:
- Жанна I (1345—1346), графиня Дрё.

После смерти малолетней дочери Пьера I графство Дрё перешло его сестре Жанне II (1309—1355), жене Луи де Туара.